# Monofosfato de uridina
O monofosfato de uridina (UMP), também conhecido como ácido 5'-uridílico (uridilato base conjugado), é um nucleotídeo que é usado como monômero no RNA. É um éster de ácido fosfórico com a uridina nucleosídeo. A UMP consiste no grupo fosfato, a pentose açúcar ribose e a nucleobase uracila; Portanto, é um monofosfato de ribonucleotídeo. Como um substituinte ou radical, seu nome assume a forma do prefixo uridilil-. A forma de desoxi é abreviada como dUMP. A ligação covalente de UMP (por exemplo, a uma proteína como a adenililtransferase) é chamada de uridililação (ou às vezes uridilação).

## Biossíntese
O monofosfato de uridina é formado a partir da orotidina 5'-monofosfato (ácido orotidílico) em uma reação de descarboxilação catalisada pela enzima orotidilato descarboxilase. Não catalisada, a reação de descarboxilação é extremamente lenta (estimada em média uma vez por 78 milhões de anos). Adequadamente catalisada, a reação tem lugar uma vez por segundo, um aumento de 1017.
Em humanos, a função orotidilato descarboxilase é realizada pela proteína UMP sintase. A UMP sintase defeituosa pode resultar em acidúria orótica, um distúrbio metabólico.

## Efeitos na inteligência animal
Em um estudo, gerbils alimentados com uma combinação de monofosfato de uridina, colina e ácido docosahexaenóico (DHA) foram encontrados para ter melhorado significativamente o desempenho em labirintos em execução sobre aqueles não alimentados com os suplementos, o que implica um aumento na função cognitiva.

## Em alimentos
Em estudos de pesquisa do cérebro, o monofosfato de uridina é usado como um composto de entrega conveniente para a uridina. A uridina é o componente ativo deste composto. A uridina está presente em muitos alimentos, principalmente na forma de RNA. A uridina não fosforilada não é biodisponível para além do metabolismo de primeira passagem, uma vez que é quase inteiramente catabolizada no fígado e no trato gastrointestinal.